# Charley Chase

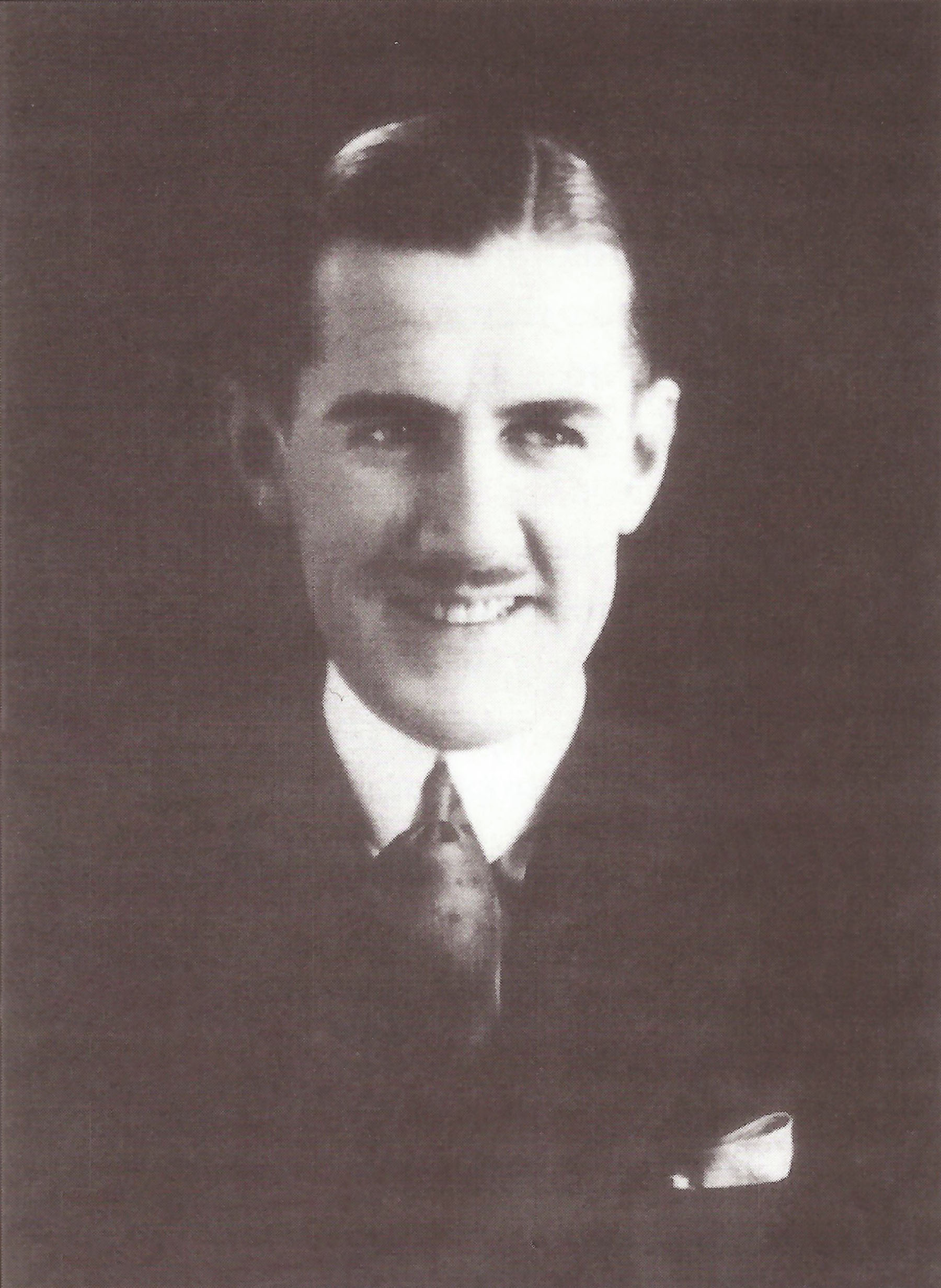
Chase (1918)

Charley Chase (născut Charles Joseph Parrott; n. 20 octombrie 1893, Baltimore, Maryland, SUA – d. 20 iunie 1940, Los Angeles, California, SUA) a fost un actor de comedie american, scenarist și regizor de film, cel mai bine cunoscut pentru munca sa la comediile de scurt metraj produse de Hal Roach. El a fost fratele mai mare al actorului și regizorului James Parrott.

## Filmografie selectată
- The Masquerader (1914)
- Tillie's Punctured Romance (1914) - Detectiv în cinematograf (nemenționat)
- The King of the Wild Horses (1924)
- All Wet (1924)
- Looking for Sally (1925)
- Isn't Life Terrible? (1925)
- Dog Shy (1926)
- Mighty Like a Moose (1926)
- Crazy Like a Fox (1926)
- Bromo and Juliet (1926)
- Call of the Cuckoo (1927)
- Fluttering Hearts (1927)
- Limousine Love (1928)
- The Pip from Pittsburgh (1931)
- Arabian Tights (1933)[6]
- Sons of the Desert (1933)
- Life Hesitates at 40 (1935)
- Public Ghost#1 (1935)
- On the Wrong Trek (1936)
- Kelly the Second (1936)
- Oh, What a Knight! (1937)
- Teacher's Pest (1939)
- The Heckler (1940)